# 分部五鈴
分部 五鈴（わけべ ごれい、1919年(大正8年) - 1989年(平成元年)）は、日本の画家。
三重県に生まれる。本名は清太郎、初め西村五雲・のち今井景樹に師事する。元紫光会顧問。
個展21回。外遊他。別号に九関斎等あり。山水画・花鳥画を得意とする。
1989年歿。享年70。

## 作風
花鳥風月や山水画等を得意とし、なだらかな曲線美を追求した画風からは、円山応挙派の流れを組むことで知られ、本格的な自然美を描くことから、その繊細な筆捌きと達筆なまでの描写は、文芸界のみならず、美術界においても高い評価を博している。

## 代表作
- 「波と飛翔」
- 「かぶと」